# Pius Adesanmi
Pius Adebola Adesanmi (Isanlu, Nigeria, 27 de febrero de 1972 – Bishoftu, Etiopía, 10 de marzo de 2019) fue un escritor, crítico literario, y columnista canadiense de origen nigeriano. Fue el autor de Naija No Dey Carry Last, una colección de ensayos satíricos publicado en 2015. Adesanmi falleció el 10 de marzo de 2019, cuando el vuelo 302 de Ethiopian Airlines en que viajaba se estrelló poco después de despegar desde el aeropuerto Internacional Bole de Adís Abeba.

## Biografía y carrera
Adesanmi nació en Isanlu, en el estado de Kogi, Nigeria. Obtuvo un bachillerato en artes en lengua francesa de la Universidad de Ilorin en 1992, el grado de maestro en francés de la Universidad de Ibadán en 1998, y un PhD en estudios franceses de la Universidad de Columbia Británica, Canadá, en 2002.
Adesanmi fue asociado en el Instituto Francés para la Investigación en África entre 1993 y 1997, y del Instituto Francés de Sudáfrica en 1998 y 2000.
De 2002 a 2005, se desempeñó como profesor de literatura comparada en la Universidad Estatal de Pensilvania, en Estados Unidos. En 2006, se sumó a la Universidad de Carleton , en Ottawa, Canadá, como profesor de literatura y estudios africanos. Fue director del Instituto de Estudios Africanos de esa universidad hasta su muerte.
Por muchos años, Adesanmi fue un columnista regular para los medios digitales Premium Times y Sahara Reporters. Sus escritos fueron a menudo satíricos, centrándose en los absurdos del sistema social y político nigeriano. Sus objetivos a menudo incluían a políticos, religiosos, y otras figuras públicas relevantes. En septiembre de 2015, su columna sobre la decisión del emir de Kano, Lamido Sanusi, de casarse con una menor de edad generó una conversación sustancial en el asunto, e incluso fue respondida por el propio emir quién se dirigió a Adesanmi por su nombre.
En 2015, dio una charla TED titulada "África es el frente que el mundo necesita afrontar".
Adesanmi falleció el 10 de marzo de 2019, cuando el vuelo 302 de Ethiopian Airlines que lo transportaba entre Adís Abeba y Nairobi se estrelló poco después de despegar. Adesanmi iba en camino a una conferencia de la Unión Africana.

## Libros
- The Wayfarer and Other Poems (Oracle Books, Lagos, 2001)
- You're Not a Country, África (Penguin Books, 2011)
- Naija No Dey Carry Last (Parrésia Publishers, 2015)[11][12]

## Premios
En 2001, el primer libro de Adesanmi, The Wayfarer and Other Poems, ganó el Premio de Poesía de la Asociación de Autores Nigerianos.
En 2010, su libro You're Not a Country, África, una colección de ensayos, ganó el premio inaugural de Penguin para Escritura Africana en la categoría de no ficción.
En 2017, Adesanmi recibió el Premio de Liderazgo en Educación de la Agencia Canadiense de Educación Internacional.